# پولکوونیک مینکووو
پولکوونیک مینکووو (به بلغاری: Polkovnik Minkovo) یک منطقهٔ مسکونی در بلغارستان است که در شهرستان دوبریچکا واقع شده است.